# Виейра, Жорван
Жорван Виейра (порт. Jorvan Vieira; род. 24 мая 1953, Дуки-ди-Кашиас, Рио-де-Жанейро) — португало-бразильский футболист и тренер.

## Карьера

### Карьера игрока
Виейра начал свою профессиональную футбольную карьеру после изучения спортивной медицины в течение трёх лет. Начал играть в 1970 году и выступал за топовые бразильские клубы, в числе которых «Васко да Гама», «Ботафого» и «Португеза Деспортос». В 1979 году после выступления в «Португезе» он решил заняться тренерской карьерой и с тех пор тренировал 26 клубных команд и пять национальных сборных.

### Карьера тренера
Виейра начал свою тренерскую карьеру в 1980 году, после того как он стал главным тренером катарского клуба «Катар СК», где проработал сезон, после чего год спустя он возглавил молодёжную сборную Омана. Затем он перебрался в Африку, где он провёл более восьми лет, работая в Марокко. За это время он руководил несколькими марокканского клубами, включая ФАР из Рабата, который он привёл в 1987 и 1989 к чемпионству и в 1986 к Кубку страны, также тренировал «Видад», «Тихад Спортиф» и «Иттихад». В 1986 году Виейра был назначен помощником главного тренера марокканской национальной сборной на чемпионат мира в Мексике. Вместе с соотечественником Хосе Фариа он вывел Марокко в 1/8 финала, благодаря победе в группе F, опередив такие сборные, как Англия, Португалия и Польша, став первой африканской сборной, добившейся такого успеха. Затем он руководил молодёжной сборной Кувейта, после чего на некоторое время остался вне футбола.
Вернувшись, в 1999 году возглавил кувейтскую «Аль-Кадисию», завоевав с ней чемпионский титул. За этим последовали дальнейшие успехи, когда он возглавлял египетский клуб «Исмаили» в 2001 году. Виейра в том же году был вновь назначен тренером молодёжной сборной Омана на один год. Виейра продолжил тренерскую карьеру в Малайзии, где работал с молодёжкой Малайзии, однако уже через год вернулся в Оман, где руководил клубом «Аль-Наср» из Салалы и привёл его к победе в Кубке, также он был тренером «Аль-Таи» из Саудовской Аравии.
26 декабря 2007 года было официально объявлено, что Виейра подписал годичный контракт с клубом «Мес» из Иранской Про-лиги, по приблизительным данным сумма контракта составила $ 640 000. Тем не менее через несколько дней, 29 декабря, сделка сорвалась по финансовым причинам.
2 февраля 2008 года Виейра подписал 18-месячный контракт с финалистом Лиги чемпионов АФК 2007 иранским «Сепаханом». Виейра был уволен из клуба из клуба 9 июня 2008 года, за год до окончания контракта.
После объявления об уходе Луиса Фелипе Сколари с поста тренера сборной Португалии Виейра назывался как один из возможных преемников бразильского тренера, но в июле 2008 года стало ясно, что в конечном счёте должность тренера национальной сборной занял бывший помощник в «Манчестер Юнайтед» Карлуш Кейрош.
Виейра подписал годичный контракт с Ираком 2 сентября 2008 года, которую он привёл к выходу на Кубок наций Персидского залива 2009. 5 февраля 2009 года по решению иракской федерации футбола был уволен с поста главного тренера сборной.
10 августа 2012 года египетский «Замалек» официально объявил, что Виейра будет новым главным тренером клуба.

## Успех на Кубке Азии 2007
Менее чем за два месяца до начала финальной стадии Кубка Азии 2007 Виейра был назначен главным тренером сборной Ирака. Невероятно, но он привёл Ирак к победе на Кубке Азии. После потрясающей победы над одним из фаворитов турнира Австралии 3:1, победой по пенальти над Южной Кореей и, наконец, победой в финале над Саудовской Аравией 1:0. Гол забил капитан Юнис Махмуд. Однако вскоре Виейра заявил, что он не будет долго тренировать сборную, ссылаясь на неурегулирование некоторых вопросов с федерацией футбола Ирака.

### Достижения Жорвана Виейра с Ираком
| Achievements                        | Achievements    |
| ----------------------------------- | --------------- |
| Чемпионат западной Азии 2007        | Финалист        |
| Кубок Азии 2007                     | Чемпион         |
| Кубок наций Персидского залива 2009 | Групповой раунд |
| Кубок конфедераций 2009             | Выход на турнир |
| Кубок Азии 2011                     | Выход на турнир |

### Статистика в сборной Ирака
Обновлено: 10 января 2009 года
| Тренер        | Период                       | Матчи | Победы | Ничьи | Поражения |
| ------------- | ---------------------------- | ----- | ------ | ----- | --------- |
| Жорван Виейра | Май 2007 — Июль 2007         | 14    | 6      | 5     | 3         |
| Жорван Виейра | Сентябрь 2008 — Февраль 2009 | 4     | 0      | 2     | 2         |
| Всего         | Всего                        | 18    | 6      | 7     | 5         |

## Личная жизнь
- Жорван Виейра является мусульманином. Он принял ислам, когда работал тренером в Марокко, он говорит об этом: «Журналисты объявили, что я принял ислам, но принял не правильное слово — я не был религиозным перед принятием ислама, неправда и то утверждение, что я только стал мусульманином, только из-за моей арабской жены»[3][13][14].
- Говорит на 7 языках, включая арабский[3].
- Получил докторскую степень по спортивным наукам во Франции[3].
- Отец Жорвана — португалец, а мать — бразильянка, он женат на марокканке Хадиджа Фахим[15]. Благодаря чему имеет бразильский, португальский и марокканский паспорт[16]. После победы в 2007 в Кубке Азии получил также и иракский паспорт.
- Жорван главным образом считает себя португальцем и признается, что он всегда носит с собой свой португальский паспорт и что его удостоверение личности во время футбольных матчей можно было определить именно как португалец. В интервью португальской газете «Diário de Notícias», он даже утверждает, что в будущем он хочет прожить остаток своей жизни в Португалии и что он планирует тренировать португальский клуб[17].